# Pequeño dodecicosaedro
En geometría, el pequeño dodecicosaedro (o pequeño dodequicosaedro) es un poliedro uniforme estrellado, indexado como U50. Tiene 32 caras (20 hexágonos y 12 decágonos), 120 aristas y 60 vértices. Su figura de vértice es un cuadrilátero cruzado.

## Poliedros relacionados
Comparte su disposición de vértices con el gran dodecaedro truncado estrellado. Además, comparte sus aristas con el pequeño icosicosidodecaedro (con el que tiene las caras hexagonales en común) y con el pequeño dodecicosidodecaedro ditrigonal (con el que tiene las caras decagonales en común).
| Gran dodecaedro truncado estrellado | Pequeño icosicosidodecaedro | Pequeño dodecicosidodecaedro ditrigonal | Pequeño dodecicosaedro |